# 奥尔登堡体育俱乐部
奥尔登堡1865体育俱乐部注册协会（德語：Oldenburger Sportverein von 1865 e.V.，简称奥尔登堡SV）是一家设于德国石勒苏益格-荷尔斯泰因州东荷尔斯泰因县城市荷尔斯泰因地区奥尔登堡的体育俱乐部，拥有1200名会员，当前共划分有11个体育部门。